# Dichagyris poecilopetala
Dichagyris poecilopetala là một loài bướm đêm trong họ Noctuidae.